# Colonia Paraíso, Morelos
Colonia Paraíso är en ort i Mexiko.   Den ligger i kommunen Cuernavaca och delstaten Morelos, i den sydöstra delen av landet, 50 km söder om huvudstaden Mexico City. Colonia Paraíso ligger 1 655 meter över havet och antalet invånare är 206.
Terrängen runt Colonia Paraíso är varierad, och sluttar söderut. Runt Colonia Paraíso är det mycket tätbefolkat, med 1 463 invånare per kvadratkilometer. Närmaste större samhälle är Cuernavaca, 4,6 km sydväst om Colonia Paraíso. I omgivningarna runt Colonia Paraíso växer huvudsakligen savannskog.